# Station Dębno Las
Station Dębno Las is een spoorwegstation in de Poolse plaats Dębno.